# 矢合城
矢合城（やわせじょう）は、愛知県稲沢市にあった日本の城（平城）。

## 概要
片原一色城主である橋本道一の弟である橋本大膳が築城した。この城は片原一色城の支城としての役目を持っており、この地域一帯を支配していた。

## 歴史
橋本大膳は当初、早尾東城に居たが、後に矢合城に移り住んだ。慶長20年（1615年）一国一城令の際に儀長城、片原一色城と共に廃城となった。

## 現在の状況
現在は国分寺になっており、遺構は何も残っていない。近くに石碑があるだけである。

## 所在地
愛知県稲沢市矢合町